# Техасская резня бензопилой (фильм, 1974)
«Теха́сская резня́ бензопило́й» (англ. The Texas Chain Saw Massacre) — культовый американский независимый фильм 1974 года режиссёра Тоуба Хупера, снятый в жанре слэшера. Сценарий был написан Хупером в соавторстве с Кимом Хенкелем, оба также выступили продюсерами фильма. Главные роли исполнили Мэрилин Бёрнс, Пол Партейн, Тери Макминн, Джим Сидоу, Эдвин Нил и Гуннар Хансен. Сюжет рассказывает о брате с сестрой, которые вместе со своими друзьями отправляются в Техас, чтобы проведать могилу своего родственника, но по пути на них нападает семья каннибалов.
Хупер задумал идею фильма, следя за сообщениями СМИ о непрекращающихся актах насилия в городе Сан-Антонио, а также за изменением культурного и политического ландшафта того времени; мелкие детали сюжета, например, персонаж Кожаное лицо, были вдохновлены преступлениями серийного убийцы Эда Гина (1906—1984). Большую часть актёрского ансамбля составили артисты, до того времени неизвестные широкой публике и не имевшие опыта работы в кино. Производство фильма «Техасская резня бензопилой» столкнулось с рядом проблем: низкий бюджет вынудил режиссёра ежедневно, без выходных снимать по много часов в день, чтобы закончить как можно быстрее и сократить расходы на аренду оборудования; спецэффекты были простыми и лёгкими в исполнении. Из-за жестокого содержания Хуперу было трудно найти дистрибьютора; в результате права на распространение приобрёл Луис Перано из Bryanston Distributing Company. Режиссёр ограничил количество жестоких сцен, надеясь, что фильм получит рейтинг «PG» (детям рекомендуется смотреть фильм с родителями), но Система рейтингов Американской киноассоциации (MPAA) присвоила фильму рейтинг «R» (лица, не достигшие 17-летнего возраста, допускаются на фильм только в сопровождении одного из родителей, либо законного представителя).
Фильм был выпущен в октябре 1974 года. Чтобы привлечь более широкую аудиторию, в рекламной кампании говорилось, что в фильме показаны реальные события. Несмотря на неоднозначную оценку критиков, фильм оказался чрезвычайно прибыльным и собрал в прокате более тридцати миллионов долларов. Впоследствии фильм «Техасская резня бензопилой» был запрещён в нескольких странах, и многие кинотеатры прекратили его показ в ответ на жалобы о содержащемся в нём насилии. Однако с годами фильм получил больше положительных отзывов от кинокритиков и в настоящее время признан киноведами и учёными как культовая классика и один из самых влиятельных фильмов XX века, вошедший в списки «лучших» и «самых влиятельных» фильмов ужасов в истории кино. В 2007 году он вошёл в список 400 лучших американских фильмов, когда-либо снятых по версии Американского института кино.
Некоторые эксперты критикуют то, как насилие в отношении женщин изображается в «Техасской резне бензопилой», в то время как другие видят в фильме метафору вегетарианства. Фильм считается родоначальником нескольких элементов, характерных для жанра слэшера, включая использование рабочих инструментов в качестве орудий преступления и характеристику убийцы как высокой, молчаливой фигуры в маске, лишённой индивидуальности. Популярность фильма привела к созданию франшизы, которая продолжила историю Кожаного лица и его семьи в сиквелах, ремейках, двух приквелах, комиксах и компьютерных играх.
Фильм «Техасская резня бензопилой» занимал первые места в рейтингах лучших фильмов ужасов и самых страшных фильмов журналов Consequence, Complex, Slant Magazine, Esquire и Variety, а также вошёл в список «25 лучших фильмов ужасов» The Guardian и Time.
В 2024 году фильм был признан национальным достоянием и внесён в Национальный реестр американских фильмов в Библиотеке Конгресса.

## Сюжет
Полиция и жители Техаса уже долгое время обеспокоены вскрытием могил какой-то шайкой вандалов. В это же время на семейном автофургоне едут пятеро молодых людей: Салли со своим братом-инвалидом Франклином и их друзья Джерри, Пэм и Кирк. Они хотят удостовериться, что могилу дедушки Салли и Франклина не разворотили вандалы, и заехать в старый дом, в котором жил их дед. По пути они подбирают странного парня, который попросил подвезти его до своего дома. Он предложил им зайти пообедать.
В фургоне парень стал совершать странные вещи: сначала он порезал свою ладонь взятым у Франклина ножом, потом сфотографировал Франклина и, обидевшись на то, что он не принял эту фотографию, сжёг её, едва не устроив пожар в фургоне, и, наконец, достав свою бритву, порезал руку Франклину. Кирку удалось выгнать этого парня из машины. По пути друзья заезжают на автозаправку, к ним подходит приятного вида хозяин заправки и говорит, что бензоколонки пусты. Он предлагает им остаться на барбекю, но они отказываются и едут дальше. Наконец, они добираются до дома, где жил их дедушка.
В это время Пэм и Кирк решают прогуляться и идут в соседний дом, который оказывается пустым. Пэм остаётся ждать Кирка на улице, а Кирк идёт исследовать дом, где на него нападает человек со странной маской на лице, и убивает его молотком. Не дождавшись Кирка, Пэм входит в дом, где тоже становится жертвой маньяка. После долгого ожидания на поиски пропавших ребят отправляется Джерри. Он добирается до этого дома и, войдя в него, получает смертельный удар в голову молотом от маньяка в маске.
Ночью Салли и Франклин, обеспокоившись долгим отсутствием остальных, отправляются вслед за ними в дом. В лесу маньяк, вооружённый бензопилой, убивает Франклина. Салли в ужасе убегает и оказывается на автозаправке. Там она встречает хозяина заправки, который оказывается в сговоре с маньяком. Избив Салли, он отвозит её в злополучный дом.
В этом доме оказывается большая семья: Кожаное Лицо (маньяк в маске), сумасшедший парень (которого подобрали на фургоне), хозяин автозаправки (старший брат Кожаного Лица и сумасшедшего парня) и еле живой дедушка. После вся семья всячески издевается над Салли и, наконец, решает её убить. Но Салли чудом удаётся выбраться из плена. Добравшись до дороги, она останавливает грузовик. Следом за Салли на дорогу выбегает сумасшедший брат Кожаного лица и попадает под колёса грузовика. Водитель машины помогает Салли забраться в салон, но Кожаное Лицо, который следом выбегает на дорогу, пытается разрезать водительскую дверь бензопилой. Водителю грузовика удаётся сбить Кожаное Лицо с ног. Упав, маньяк ранит свою ногу бензопилой. Водитель в страхе убегает. Тогда Салли останавливает другую машину, на которой и уезжает. В последние минуты фильма показан разъярённый Кожаное Лицо, размахивающий бензопилой.

## В ролях

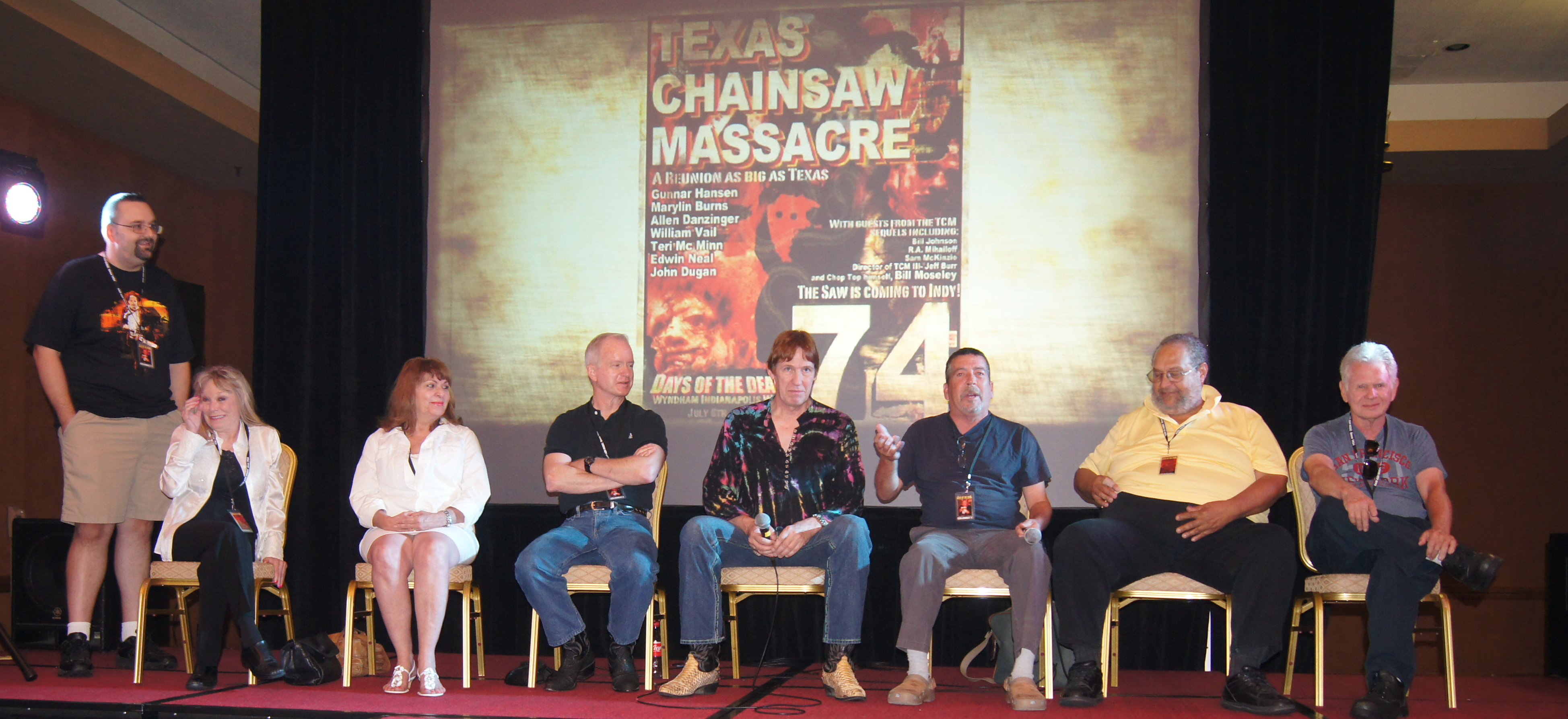
Часть воссоединённого актёрского состава на встрече в Индианаполисе (2012), слева направо: Мэрилин Бёрнс, Тери Макминн, Уильям Вэйл, Эдвин Нил, Джон Дуган, Эд Гуинн и Аллен Дэнзигер

Помимо девяти главных героев, в фильме присутствует голос рассказчика, его озвучил Джон Ларрокетт, который не был указан в титрах.
- Мэрилин Бёрнс сыграла главную героиню Салли Хардести, которая вместе со своим братом-инвалидом, бойфрендом и ещё двумя друзьями отправляется на кладбище в Техасе, чтобы проверить, не повреждена ли могила её деда, но в итоге сталкивается с Кожаным Лицом и его семьёй.
- Тери Макминн сыграла Пэм, подружку Кирка.
- Пол А. Партейн сыграл Франклина Хардести, инвалида-колясочника брата Салли и, по словам кинокритика Роба Гонсалвеса, «немного сложного в обхождении». Гонсалвес далее комментирует, что «Хупер и Хенкел отказались сделать его лучше остальных только потому, что он в инвалидном кресле. Инвалидность Франклина превратила его в жалкого, неприятного малого, а может быть, он и так был бы таким, даже если бы пользовался своими ногами»[16].
- Аллен Дэнзигер сыграл Джерри, парня Салли, который, разыскивая своих друзей Пэм и Кирка, в итоге встречает Кожаное Лицо на кухне дома Сойеров.
- Уильям Вэйл сыграл Кирка, парня Пэм и друга Салли и Франклина.
- Джим Сидоу сыграл Дрейтона Сойера, старшего брата Кожаного Лица, хотя в некоторых рецензиях его называют отцом злодея[16]. Имя этого персонажа упоминается только во втором фильме франшизы, в первом его называют просто «Повар» или «Старик»[17].
- Эдвин Нил сыграл автостопщика, брата Кожаного Лица. Нил показывает его как психически неуравновешенного убийцу-каннибала и грабителя могил, который вместе со своей семьёй живёт на дорогах Техаса, захватывая, пытая и съедая путников. Хотя он садист и по своей натуре жесток, в целом он один из наименее угрожающих персонажей в фильме, не очень умный и ведёт себя неадекватно[18].
- Гуннар Хансен — Кожаное лицо, настоящее имя Бубба Сойер-младший.
- Джон Дуган сыграл Деда («Дедушку»), патриарха семьи Сойеров, столетнего бывшего мясника, который в прошлом был крупным серийным убийцей. Он поддерживает жизнь, выпивая кровь убитых жертв своей семьи.

Актёры, которые сыграли эпизодические роли в фильме: Роберт Куртин (человек, моющий окна фургона, в котором едут молодые люди); Уильям Кример (бородатый парень, который появляется в начале фильма); Джон Генри Фолк (рассказчик); Джерри Грин (ковбой, который ведёт Салли через кладбище); Эд Гуинн (водитель грузовика, который пытается спасти Салли во время погони Кожаного Лица за девушкой); Джо Билл Хоган (пьяница, который произносит речь в начале фильма); и Перри Лоренц (водитель грузовика, который спасает Салли в конце); Ливи Айзекс (диктор на радио).

## Создание
«Я определённо изучал Гина.., но я также обратил внимание на дело об убийстве в Хьюстоне в то время, серийного убийцу, которого вы, вероятно, помните, звали Элмер Уэйн Хенли. Он был молодым человеком, который вербовал жертв для пожилого гомосексуала. Я видел несколько репортажей, где Элмер Уэйн... говорил: „Я совершил эти преступления, и я, как мужчина, отвечу за них“. Мне показалось интересным, что в то время у него была такая условная мораль. Он хотел дать понять, что теперь, когда его схватили, он поступит правильно. Так что этот вид моральной шизофрении - это то, что я пытался создать в персонажах».

### Концепция
Концепция фильма возникла в начале 1970-х годов, когда Тоуб Хупер работал ассистентом режиссёра в Техасском университете в Остине, а также оператором документальных фильмов. Он уже разработал концепцию истории, в которой ключевую роль играли изоляция, лес и темнота. Режиссёр говорил, что вдохновением для сценария послужили материалы СМИ о продолжавшихся в то время актах насилия в техасском городе Сан-Антонио.
Тоуб Хупер упоминал, что ключевым влиянием на фильм послужили изменения культурного и политического ландшафта. Намеренная дезинформация о том, что «фильм, который вы сейчас увидите, настоящий», была ответом на то, что «правительство лгало нам о вещах, которые происходили по всему миру», включая Уотергейтское дело, нефтяной кризис 1973 года и «массовые убийства и зверства во время войны во Вьетнаме». «Отсутствие чувств и жестокость происходящего», которые режиссёр заметил во время просмотра новостей, где освещение насилия сводилось к выражению «показывать мозги по всей дороге», привели его к мысли, что «здесь настоящим монстром был человек, только с другим лицом, поэтому в своём фильме я буквально надел на монстра маску». Режиссёру пришла в голову идея использовать бензопилу в качестве орудия убийства, когда он стоял в переполненном магазине и думал, как быстрее пробраться сквозь толпу. В интервью для журнала Cinefantastique в 1986 году Хупер вспоминал, что в детстве любил читать страшные комиксы издательства EC и они «оказали большое влияние» на «Техасскую резню бензопилой»: «Я начал читать эти комиксы, когда мне было лет семь… Они ни в коей мере не были основаны на логике. Чтобы наслаждаться ими, нужно было принять тот факт, что на свете существует Бугимен… Поскольку я начал читать эти комиксы, когда был юным и впечатлительным, их общее ощущение осталось со мной». Во время разработки концепции фильма Хупер использовал производственные названия «Сырная голова» (англ. Headcheese) и «Кожаное лицо» (англ. Leatherface).

#### Влияние Эда Гина
Некоторые элементы сюжета были основаны на преступлениях, совершённых серийным убийцей Эдом Гином в Висконсине в 1950-х годах. Гин послужил источником вдохновения и для других фильмов ужасов, таких как «Психо» (1960) Альфреда Хичкока и «Молчание ягнят» (1991) Джонатана Демми. Гуннар Хансен говорил, что до начала работы над фильмом никогда не слышал про Гина. Но в процессе работы интересовался всеми деталями съёмок и при каждой свободной минуте старался о чём-нибудь спросить режиссёра и сценариста, и однажды он поинтересовался, откуда появилась идея, на что получил ответ, «что в Висконсине был один парень, Эд Гин». Тогда Хансен первый раз узнал про этого маньяка, далее ему сказали: «Он был вдохновением, мы решили завести семью Эдов Гинов», семья маньяков в фильме разделяла между собой различные черты Гина. Хансен говорил, что не думает, что изначально стояла цель снять фильм про этого человека, но он был «семенем идеи». Художник-постановщик Роберт А. Барнс до работы над фильмом никогда не слышал о нём, и не слышал, чтобы Хупер когда-то о нём говорил во время работы над фильмом. Пол Партэйн говорил, что единственной отсылкой, возможно, является упоминание в начале фильма о том, что он основан на реальных событиях, когда он спросил об этом Хенкела, тот ответил «что там был зародыш правды о парне, о котором Тоуб читал в детстве». Наиболее часто повторяемая история гласит, что у Тоуба Хупера были родственники в Висконсине, которые пугали его в детстве рассказами об Эде Гине, костюмах из кожи и каннибализме.

### Сценарий и финансирование
Во время работы над своим предыдущим фильмом «Яичная скорлупа» (1969) Хупер познакомился с Кимом Хенкелем, там он сыграл одну из ролей. Постепенно у них завязалась дружба, Ким начал помогать разрабатывать сценарий к новому фильму, и в итоге стал соавтором. Идеи ключевых событий придумывал в основном Хупер, далее они вместе прорабатывали каждую сцену будущего фильма, после чего Хенкел её записывал. Хупер и Хенкел написали сценарий примерно за три недели. Художник-постановщик Роберт А. Барнс рассказывал, что сценарий часто менялся уже в процессе съёмок фильма, например, в первоначальном варианте было много страниц, где дети разъезжали по улицам и было много различной атрибутики хиппи. Гуннар Хансен позже вспоминал, что изначально у его персонажа были реплики, но в процессе съёмок было решено их вырезать. «Мы сели за стол, прогнали эти реплики, отыграли сцену, и Тоуб сказал: „Это не работает, в персонаже слишком много интеллекта“. Так что мы переделали её. Кожаное лицо знает, что он хочет сказать, но не может заставить свой рот издавать правильные звуки. У него есть идея, но он не может её выразить — он просто произносит звуки наугад, думая, что это что-то значит», — вспоминал Хансен. Ким Хенкел говорил, что прописывал персонажа Кожаное лицо так, чтобы его характер менялся в зависимости от того, какое лицо он надевает. Хенкел позвал своего знакомого Рона Бозмана на должность менеджера по производству, потому что у него уже был такой опыт работы над фильмом «Ветролом» (1971), Хепер и Хенкел сейчас нуждались в грамотной организации аспектов производства фильма.
Уоррен Скаарен был двадцатипятилетним выпускником Университета Райс, специализировавшимся на искусстве и скульптуре, и после окончания учёбы работал на губернатора Престона Смита. Под впечатлением от финансов, полученных Нью-Мексико от недавно созданной там кинокомиссии, пресс-секретарь Смита Джерри Холл и некий Билл Парсли, работавший в законодательном собрании Техаса, убедили Скаарена составить для Смита записку с предложением создать Техасскую кинокомиссию. Смит согласился, и комиссия была создана в мае 1971 года. Скаарен стал первым исполнительным директором новообразованной комиссии. Уоррен Скаарен и Рон А. Бозман были однокурсниками в Университете Райса, поэтому через дружбу с Роном Хенкел познакомился со Скаареном. После того как сценарий был закончен, Хенкел отнёс его Скаарену, который после прочтения познакомил соавторов с Биллом Парсли. Именно Скаарен придумал название «Техасская резня бензопилой».
Хупер и Хенкел основали компанию под названием Vortex, Inc., Хенкел стал её президентом, а Хупер вице-президентом. Они обратились к Биллу Парсли с просьбой о финансировании. Парсли основал компанию под названием MAB, Inc., через которую вложил 60 000 долларов в производство фильма. Взамен MAB владела 50 % фильма и его прибыли. Также в фильм вложил 9 000 долларов Роберт Кун, а его собственный дом на колесах съёмочная группа использовала в качестве гардероба, гримёрной и комнаты отдыха актёров.
Рон Бозман сообщил некоторым членам съёмочной группы, что ему придётся отложить часть их зарплаты до тех пор, пока фильм не будет продан дистрибьютору. Чтобы сделать идею более привлекательной, компания Vortex выделила им долю от потенциальной прибыли, от 0,25 до 6 % на человека. Актёры и съёмочная группа не были проинформированы о том, что компании Vortex принадлежит только 50 %, что означало, что они получат лишь половину от предполагаемой суммы.

### Кастинг

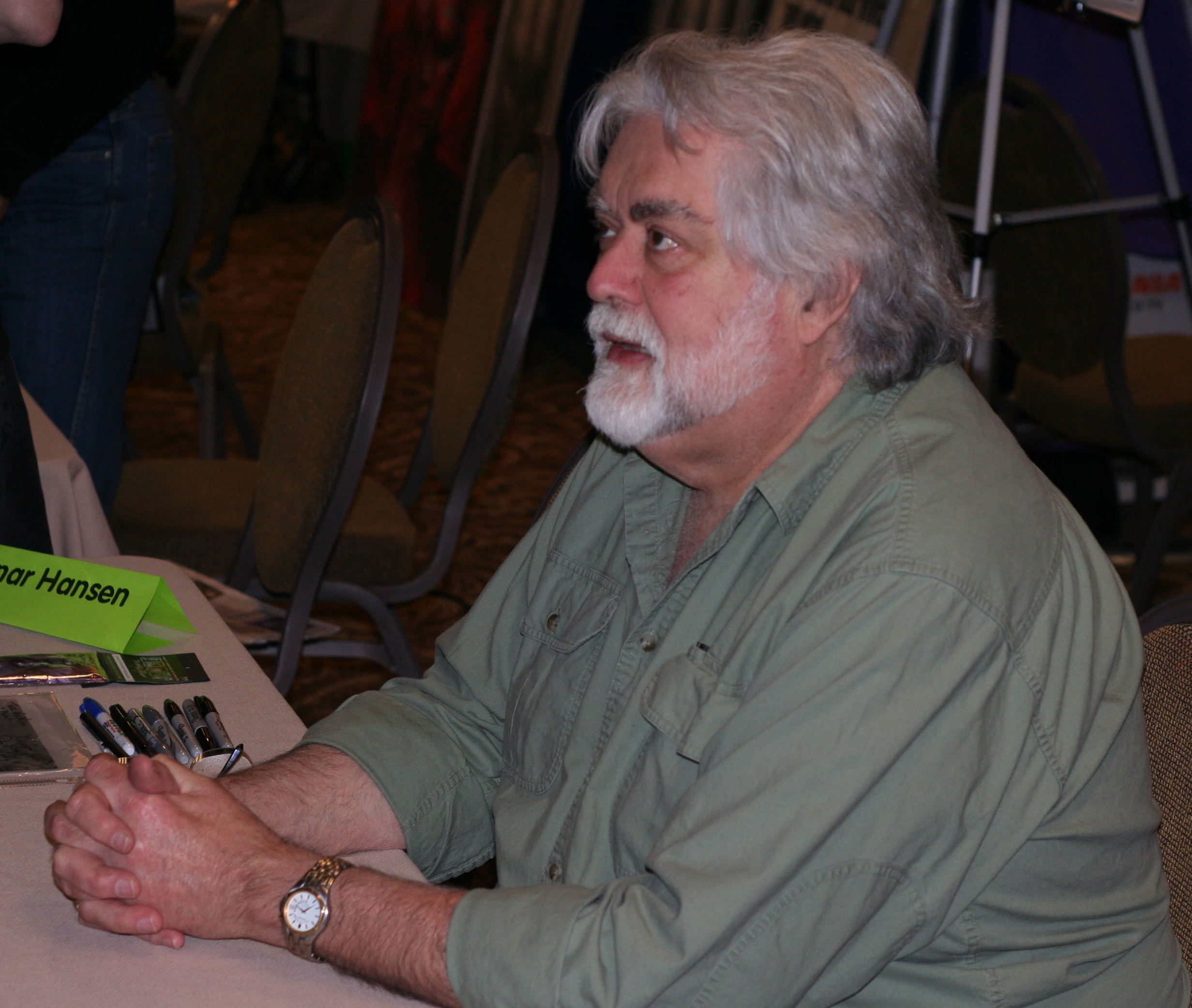
Гуннар Хансен, исполнивший роль Кожаного лица. 2009 год

Большинство актёров, нанятых для фильма, не имели опыта работы в кино. Актёрский состав состоял в основном из техасцев, чьим единственным опытом были роли в рекламе, на телевидении или в театре. До этого Хупер был знаком только с Алленом Дэнзигером и Джимом Сидоу. Работа в этом фильме стала стартом карьеры в кино для некоторых членов съёмочной группы. К тому времени, когда к съёмкам присоединился Роберт А. Барнс, он уже был знаком с Хупером восемь лет и у него была репутация человека, «способного сделать что-то из ничего». Всю жизнь он мастерил различные вещи, в итоге его взяли на должность художника-постановщика. У Барнса был большой офис, в котором он занимался графикой и рекламой. Кастинг проводили в нём из-за того, что там было много свободного места.
Главная роль досталась Мэрилин Бёрнс, которая до этого сыграла только в нескольких пьесах и работала волонтёром в комиссии по кино в Техасском университете в Остине. Когда Тери Макминн присоединилась к проекту, она была студенткой, сотрудничавшей с несколькими театральными компаниями, включая Далласский театральный центр. Об актрисе узнал Хенкел, когда увидел её фотографию в местном периодическом издании Austin American-Statesman и связался с ней для прослушивания. Он сразу попросил её надеть короткие шорты, что сделало её костюм самым откровенным среди всех её товарищей по актёрскому составу.
Поскольку Аллен Дэнзигер уже снимался у Хупера в предыдущем фильме «Яичная скорлупа», они были хорошо знакомы. Когда началась работа над «Техасской резнёй», Тоуб и Ким сразу пришли к Дэнзигеру и сказали: «У нас есть роль, которую мы бы хотели, чтобы ты сыграл». Актёр сразу согласился и ему не пришлось проходить прослушивание или даже читать сценарий.
У учительницы драматического искусства в средней школе Нэн Элкинс был свой маленький театр, в котором Пол Партэйн «играл всё, что попадалось под руку». Однажды Нэн пришла в театр и сказала, что в городе снимают какой-то «странный» фильм и им нужны актёры. Им нужны были актёры на все роли, кроме Франклина, Салли и Джерри. В то время, когда Партэйн приехал на прослушивание, его попросили прочитать реплики Автостопщика. Партэйн сначала читал этот текст, а после его попросили читать текст Франклина вместе с другими актёрами, которые пришли на кастинг. Оказалось, что сценаристы уже запланировали на роль Автостопщика взять Эдвина Нила, а Партэйн в итоге получил роль Франклина. «Оглядываясь назад, я думаю, что чем больше я читал реплики Франклина, тем больше мне нравилась роль», — вспоминал позже Пол. Актёр считал, что его взяли на эту роль потому, что в конце своего последнего прослушивания он сказал Хуперу и Хенкелю, что он верит в то, что сможет придать персонажу Франклина ту глубину, о которой они и не подозревали, потому проникся этим героем и считает его по-настоящему своим. Всего за пару месяцев до этого он закончил свои первые в жизни съёмки в полнометражном фильме «Любя Молли» (1974), режиссёром которого выступил Сидни Люмет. И позже Партэйну рассказали, что между Тоубом и Кимом состоялся разговор, в котором прозвучала фраза: «Если он достаточно хорош для Сидни Люмета, то он достаточно хорош и для нас». Для роли психически неуравновешенного маньяка Эдвин Нил изучал поведение своего племянника-шизофреника.
«Во время дневных съёмок была жара, примерно 35-38 градусов. Они не стирали мою одежду, потому что боялись, что она испортится или изменит цвет. Не было денег даже на второй костюм. Поэтому мне пришлось носить маску от 12 до 16 часов в день, семь дней в неделю в течение месяца».
В 1973 году 26-летний Гуннар Хансен разговаривал с другом, как вдруг к диалогу присоединился его знакомый и сказал, что в городе собираются снимать фильм ужасов, и что Хансен идеально подходит на роль злодея, но, к сожалению, вакансия уже занята. Хансен связался с директором по кастингу, который поначалу ничего не рассказал ему о персонаже, а только сказал, что это будет фильм ужасов. Примерно через неделю Хансен снова встретил знакомого, который рассказал ему, что человек, нанятый на эту роль, напился в мотеле и не вышел на запланированную встречу со съёмочной группой, что заставило режиссёра отказаться от него и искать нового актёра. Хансен снова связался с командой, которая попросила его подождать ответа. Через два дня его вызвали для беседы с Хупером и Хенкелем, которые провели долгое прослушивание, на котором обсуждали Кожаное лицо и отношения персонажа с семьёй каннибалов, частью которой он являлся. В итоге актёру удалось пройти собеседование. Тоуба Хупера впечатлили его актёрские способности, но прежде всего, его физические размеры, ведь рост Хансена составлял 193 сантиметра. Его решение сняться в фильме возникло по «простым причинам»: он никогда раньше не участвовал в создании настоящего художественного фильма и подумал, что участие в фильме ужасов будет интересным опытом, а также позволит узнать немного о том, как создаются такие произведения. Для него это была «намного более лучшая работа на лето, чем работа в баре», и он не мог и представить, что это станет «чем-то большим, чем просто отвратительные сцены в ужастике». Хансен позже вспоминал, что изначально относился к съёмкам недостаточно серьёзно — «это всего лишь летняя работа, я смогу рассказать о ней своим внукам». Режиссёр дал ему свободу в раскрытии образа своего персонажа. Хансен решил, что Кожаное лицо будет умственно отсталым человеком, который даже не научился говорить. Поэтому, готовясь к роли, он посетил школу для детей с ограниченными возможностями и наблюдал за тем, как двигаются и говорят ученики, чтобы как можно реалистичнее передать личность злодея. Хансен старался не контактировать с другими актёрами, поскольку Хупер хотел, чтобы им было действительно страшно во время сцен с маньяком.

### Съёмки

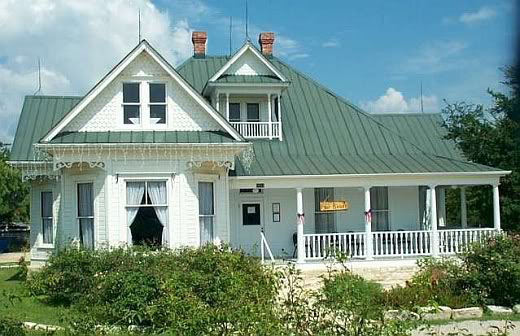
Ветхий дом, где снимался фильм, позже был перевезён в Кингсленд, Техас, и восстановлен в качестве ресторана

Съёмки фильма проходили в городах Остин, Раунд-Рок и Бастроп в штате Техас. Съёмочный процесс занял около четырёх недель, с 15 июля по 14 августа 1973 года. И актёры, и съёмочная группа считали условия, в которых проходили съёмки, суровыми, поскольку, помимо всего прочего, на улице было очень жарко, максимальная температура была зафиксирована 26 июля — 36 °C; самая низкая зарегистрированная температура была 28,3 °C 31 марта. Когда снимали ночные сцены в доме, то все окна закрывали, из-за этого на площадке было очень душно. Практически все сцены снимались в том порядке, в каком они шли по сценарию.
Из-за низкого бюджета спецэффекты фильма были простыми и немногочисленными, а съёмочной группе приходилось работать семь дней в неделю по двенадцать-шестнадцать часов в день, а также иметь дело с высокой температурой на улице. Многие сцены снимались на ферме, украшенной мебелью из костей животных, которые были покрыты латексом для создания видимости человеческой кожи. Художник-постановщик Роберт А. Барнс посетил несколько мест в поисках костей и разлагающихся животных, для того чтобы в дальнейшем усыпать ими комнаты в доме каннибалов. Также он лично заливал окна в доме сахарным стеклом. Маски Кожаного лица он сделал из очень тонкого слоя стекловолоконной изоляции, заключённой в латекс, который естественным образом состарился до нужного цвета. Дом, в котором снимались эти сцены, находился на Quick Hill Road недалеко от города Раунд-Рок. Он был очень чистым и ухоженным, хозяева сдавали его постояльцам. Съёмочная группа договорилась с хозяевами, что будут снимать фильм всего в трёх комнатах и только пять дней, в итоге съёмки затянулись на три недели и за аренду пришлось доплачивать. В 1998 году дом перекупили, и новые владельцы перевезли его в Кингсленд и переоборудовали его в ресторан. Место съёмок в Остине было расположено на малопроходимой дороге, вдали от цивилизации. Перед тем как начать съёмки, местного шерифа заранее предупредили, чтобы он не слишком волновался, если вдруг получит какие-либо жалобы. Однако он возмутился только тогда, когда съёмочная группа перекрыла дорогу на день для того, чтобы снять одну из сцен. А манекен с выкопанным из могилы трупом в самом начале фильма изготовил Уорен Скаарен.

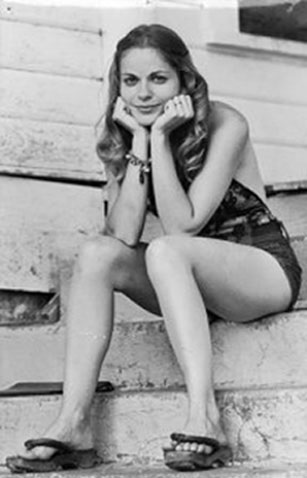
Тери Макминн на съёмочной площадке фильма

Во время съёмок возникли трудности в сцене, где Кожаное Лицо нападает на Кирка с бензопилой. Хансен предупредил актёра Уильяма Вэйла, не переживать из-за того, что он не умел профессионально обращаться с инструментом. В момент съёмки сцены пила прошла в нескольких сантиметрах от лица Вэйла. Впоследствии то же самое произошло с самим Хансеном, который, бегая по лесу и держа инструмент включённым, упал, и пила прошла очень близко от его головы. Для фильма выбрали модель бензопилы Poulan 245A, и продюсерам пришлось закрыть часть с названием бренда куском чёрной ленты, чтобы избежать возможных юридических проблем. Актрису Тери Макминн пришлось подвешивать на нейлоновом шнуре, который проходил между её ног, в той сцене, где её персонаж висел на крюке для мяса, что причинило ей много боли.
Для съёмок эпизода, в котором Салли привязывают к стулу, потребовалось около 26 часов, так как актёры к тому времени уже были измотаны физически и психологически. Команда испытывала огромные трудности с производством искусственной крови, из-за чего Бёрнс пришлось реально порезать палец бритвой, чтобы «накормить» дедушку каннибалов. Актриса рассказывала о том, как это было ужасно, она была напугана уже только из-за того, что была привязана к стулу, а ещё и эти мужчины постоянно находились рядом с ней, она находила ситуацию очень невыносимой. Со своей стороны, Хансен назвал эту сцену самой напряжённой в фильме: «Я думаю, что к тому времени мы все были немного безумны». Сцена ужина по воспоминаниям съёмочной команды была одной из самых омерзительных в фильме, она снималась на протяжении примерно двух недель, всё это время на столе лежала и гнила еда, которую не меняли. В комнате стояла лампа, сделанная из костей, которые нагревались и очень плохо пахли. По сюжету фильма действие сцены происходило ночью, по этой причине окна в помещении были закрыты и заклеены чёрной тканью, с потолка над столом светили несколько лампочек. В комнате постоянно было очень жарко и душно, отвратительно пахло и плюс это были одни из последних дней съёмок, актёры за всё время так и не меняли одежду. Особенно отвратительно пропах костюм Гуннара Хансена, который к тому моменту уже сильно испачкался и износился. Когда снималась сцена, где дедушка должен бить молотком девушку по голове, в некоторых дублях был использован бутафорский молоток, но в большинстве из них использовался настоящий. Актёр, играющий дедушку, целился в пол, а не в голову актрисы, которую в этой сцене заставляли ползать по полу в семнадцати дублях. В следующей сцене, когда Салли выпрыгивает из окна, трюк выполняла каскадёрша, что, однако, не помешало актрисе повредить колено, когда она упала на землю, чтобы показать своё приземление. Её одежда настолько была пропитана кровью, что в последний день съёмок она была «практически твёрдой». Учитывая стресс от съёмок, в одну из последних ночей актёры и съёмочная группа ели пирожные с добавлением конопли. Хансен, который никогда раньше не пробовал наркотик, боролся с головокружением, снимаясь в сцене, где он входит в парадную дверь с включённой бензопилой. Крупный план Кожаного лица, ранящего бензопилой свою ногу, был снят последним дублем. Для этого была взята металлическая пластина и обернута вокруг ноги для защиты (сама цепь на пиле была гладкой), на пластину положили кусок мяса, а на всё это скотчем приклеили пакет, наполненный кровью. Даже с металлической пластиной Хансен получил небольшой ожог от трения лезвия, нагревшего металл. В той же сцене, где грузовик сбивает автостопщика, для большей реалистичности, из ПВХ и специальной набивки была сделана кукла в натуральную величину, она была подвешена на проволоку посреди дороги, её и переехала машина в кадре.

Съёмки последней сцены фильма, в которой выжившая Салли забирается в проезжающую мимо машину и сбегает от Кожаного лица

Съёмки были настолько опасными, что на вечеринке по случаю окончания съёмок Хупер понял, что все члены актёрского состава получили те или иные телесные повреждения. Режиссёр заявил, что «все возненавидели меня к концу постановки» и что «им потребовались годы, чтобы смириться с этим».

### Операторская работа
Что касается операторской работы, то Хупер сомневался, кого из профессионалов нанять. Изначально он позвал на эту должность Ричарда Коориса, но выяснилось, что в то время Коорис был уже занят в съёмках другого фильма категории B. Однажды, посещая кинолабораторию, он познакомился с оператором-постановщиком Дэниэлом Перлом, которому в то время было 23 года, и он недавно окончил магистратуру в Техасском университете в Остине. После того, как они поделились друг с другом опытом и оператор проинструктировал Хупера, как использовать оптические линзы, режиссёр, которому нужен был техасец для работы, заинтересовался Перлом и примерно через шесть месяцев пригласил его работать над фильмом; Перл быстро принял предложение. Однако из-за задержки начала съёмок Перл забеспокоился, что Хупер заменит его на Ласло Ковача или Вилмоша Жигмонда. Затем он позвонил режиссёру, чтобы узнать, запущен ли проект и когда он начнётся, и получил ответ, что съёмки, на которые было выделено всего семьдесят тысяч долларов, начнутся, как только будет получено ещё десять тысяч. Перл немедленно позвонил своему другу, который был из богатой семьи, и предложил ему инвестировать в фильм, последний, прочитав сценарий, принял предложение. За это оператор-постановщик получил четыре процента от общей выручки, небольшую часть которой он распределил между членами своей команды, большинство из которых были его учениками или проходили у него стажировку. При съёмках Перл вдохновлялся работой Рассела Ли.
Фильм снимался преимущественно одним типом камеры — 16-мм ручной камерой Eclair NPR, а плёнка, на которую снимались сцены, требовала света в четыре раза больше, чем современные камеры. Изначально планировалось снимать всё на 35-мм камеру Vintage Arriflex Blimp, но из-за низкого бюджета была выбрана 16-мм плёнка. В сцене, где Кожаное Лицо затаскивает Кирка в комнату и захлопывает железные ворота, оператор предпочёл сразу же обрезать этот кадр и перейти к следующему, который начинается с того, что Пэм встаёт с качелей и идёт к дому. В результате сцена снималась в маскированном широкоэкранном формате с соотношением сторон 1,85:1 и на 8-миллиметровый объектив. Актриса Тери Макминн сидела на качелях, а Перл лежал позади неё на тележке, где должна была крепиться камера, он держал её в руках. Кадр начинался с того, что показывал качели полностью, дом на заднем плане казался совсем маленьким в углу кадра, но постепенно камера приближалась, проходила прямо под качелями и следовала за актрисой, а кадр центрировался на доме, который к концу сцены занимал весь кадр, а актриса казалась совсем маленькой, когда открывала дверь и заходила внутрь. «Это пугает зрителей, потому что они знают, к чему она идёт… Это кадр, который вошёл в историю. Люди постоянно спрашивают меня об этом», — вспоминал Перл.
Перл много использовал субъективную камеру. Его выбор был обусловлен тем, что он видел эту технику в «Бале вампиров» (1967) режиссёра Романа Полански. Позже оператор вспоминал: «Он использовал множество приёмов, как фокусник, который показывает фокус правой рукой, а левой делает небольшое движение, чтобы отвлечь зрителей. Помню, я чуть не подпрыгнул от неожиданности, когда в „Бесстрашных убийцах вампиров“ появился вампир, потому что я не заметил его появления в кадре». Перл поговорил с Хупером об использовании этой техники и вместе они разработали много сцен, в которых она применяется. «Мы специально отводили взгляд от той стороны кадра, где Кожаное Лицо должен был появиться. К тому времени, когда вы понимали, что он в кадре, он уже делал что-то страшное», — рассказывал Перл. Движение, звук и свет также были использованы для того, чтобы создать напряжённые и страшные моменты, что можно заметить в сцене нападения на Франклина в инвалидном кресле. Незадолго до этого, он вместе с сестрой, искал друзей и держал фонарик, свет от которого двигался в разные стороны. Хотя была тёмная ночь, декорации были хорошо освещены, небольшие участки были подсвечены, чтобы зритель мог не только смотреть с точки зрения персонажей, но и сосредоточиться на них, что служило отвлекающим манёвром, так что в момент, когда Кожаное Лицо вошёл в кадр и одновременно заиграл пугающий саундтрек, зрители были удивлены.

### Музыка
Саундтрек был написан Хупером в сотрудничестве с музыкантом Уэйном Беллом, став для Белла первой работой над полнометражным фильмом, а звукооператор Тед Николау отвечал за запись фоновых звуков на натуре. В дополнение к оригинальному саундтреку, в фильме используется семь оригинальных песен разных техасских исполнителей. Из них, пожалуй, больше всего запоминается песня «Fool For A Blond», написанная и исполненная Роджером Бартлеттом, которая звучит в тот момент, когда молодые люди останавливают фургон на обочине, чтобы подвести автостопщика. По словам Хупера, он выбрал эту песню именно для этого эпизода, потому что считает, что в данный момент Салли воспринимает автостопщика как просто безобидного дурачка, не представляя, что спустя несколько минут он нападёт на её друзей. По мнению режиссёра, песня создаст атмосферу лёгкости, вызывая довольно сильный контраст между тем, что зритель услышит и увидит.
Были предприняты попытки разыскать оригинальных исполнителей и начать процесс создания официального саундтрека к фильму, однако обстоятельства, в основном связанные с правообладателями работ, сделали проект неосуществимым, поэтому официального релиза саундтрека так и не было выпущено. За прошедшие годы саундтрек фильма получил признание среди критиков, даже несмотря на то, что ему не нашлось места в массовой культуре. Журнал Rolling Stone включил его в число 35 лучших саундтреков к фильмам ужасов, определив его как «грязную, незаконную музыку кантри в сочетании с деформированной обычной музыкой» и посчитав его «фоновым шумом, превращённым в авангардный саундтрек», а также указав на его сильное влияние на экспериментальные группы типа Animal Collective.

### Звуковые эффекты
Для создания звуковых эффектов использовалось множество музыкальных инструментов, что позволило придать фильму жуткую и тревожную атмосферу. При создании звукового дизайна Хупер и Белл добавляли музыку и звук друг к другу, так что иногда они «сталкивались» вместе. Что касается напряжённых сцен, они провели несколько встреч и исполнили различные композиции, чтобы создать те, которые лучше всего подходят для эпизодов. Фактически, они создали треки ещё до того, как сцены, где они будут использоваться, были сняты, основываясь только на некоторых сюжетных поворотах, например, сцены крайнего напряжения, присутствие персонажей в комнате с костями или сцены погони. Для достижения тревожного тона были использованы различные струнные и электронные музыкальные инструменты, например: виолончель, контрабас, гитара Lap Steel Fender и множество перкуссионных инструментов. Фортепиано, детские инструменты и духовые инструменты также использовались, например, для создания звуков удара по какому-либо предмету.
Большое значение имело манипулирование интенсивностью естественных звуков. Например, в сцене, где Кожаное лицо нападает на Кирка с молотком, акцент сначала делается на шуме, который издаёт оружие ближнего боя; затем выделяется стук захлопывающейся металлической двери. Когда Пэм в поисках своего парня заходит в комнату, где повсюду разбросаны кости, безумие усиливается, поскольку на первый план выходят мебель из человеческих костей, туши животных и курица в клетке. Здесь Хупер и Белл выделили звуки костей и духовых инструментов в одном ритме. «Наш мозг пытается обработать информацию, которую нам дают, но эта информация находится на грани отвращения, то, чего мы никогда раньше не видели», — добавил композитор. В сцене обеда, когда Салли подвергается физическим и психическим пыткам со стороны семьи психопатов, чувство ужаса усиливается до такой степени, что персонаж граничит с безумием, там решили использовать высокочастотные струнные и механические звуки, сливающиеся с её криками, крупным планом показан её глаз и слышен звериный рык, исходящий от семьи. Звуковой эффект, звучащий в прологе, где появляются вспышки, высвечивающие куски разложившихся и осквернённых трупов на кладбище, был создан Беллом. Закончив музыку, он показал её режиссёру, который, поражённый, тут же назначил её главной темой фильма, озаглавив её «Opening Titles».
Жужжание бензопилы, шум которой перекрывает все остальные звуки вокруг, занимает место голоса Кожаного Лица. Она не просто является его инструментом, это «единственный способ, с помощью которого он может по-настоящему выразить себя». Однако только в кульминационный момент, когда герой, размахивая пилой, преследует Салли, он создаёт «настоящий мюзикл», который приводит его к созданию «симфонии кровожадности», в которой также сочетается всё его «разочарование и гнев от того, что он потерял свою добычу; а также обнажает его ярость, направленную к миру, который не может и не хочет его понять». Однако окончательное облегчение — как для Салли, так и для зрителей — наступает только на следующем этапе, когда фильм заканчивается и переходит в финальные титры. Там происходит «внезапный и поразительный переход от предыдущего возбуждения к предельной тишине, которая служит для того, чтобы подчеркнуть, насколько громкой была непрекращающаяся какофония бензопилы и криков»; «звуковой вакуум, позволяет обдумать то, что только что произошло, и дать передышку ушам от этих ужасных звуков». Как пишет журналист Стивен Паддикомб: «саундтреки к другим фильмам ужасов были искусно сочинены, чтобы вызвать чувство беспокойства и страха», но именно «естественные звуки этого произведения сделали его новаторским и классикой жанра».

### Пост-продакшн
В процессе монтажа фильм превысил свой первоначальный бюджет в 60 000 долларов (с учётом инфляции около 315 000 долларов). Некоторые источники расходятся во мнениях относительно окончательной стоимости фильма, называя цифры от 93 000 (около 488 000) до 300 000 долларов (около 1 600 000). Кинопроизводственная группа Pie in the Sky, частично возглавляемая будущим президентом коллегии адвокатов штата Техас Джо К. Лонгли, предоставила 23 532 доллара (около 123 000 долларов с поправкой на инфляцию) в обмен на 19 % акций Vortex. Таким образом, Хенкел, Хупер, актёры и члены съёмочной группы получили 40,5 % акций. Уоррен Скаарен, в то время глава Техасской кинокомиссии стал помогать в поисках дистрибьютора. Columbia Pictures предложила аванс в размере 25 000 долларов, но через неделю отказалась от предложения, когда совет директоров в Нью-Йорке выразил шок от того, что такая уважаемая студия рассматривает возможность проката низкопробного фильма. Отвергнутый остальными крупными кинокомпаниями, Скаарен продолжил показ фильма для многих независимых компаний, которые существовали в то время. На предложение Скаарена откликнулся руководитель нью-йоркской компании Bryanston Distributors. Дэвид Фостер, который позже спродюсирует фильм ужасов 1982 года «Нечто», организовал частный показ для некоторых руководителей Bryanston на Западном побережье и получил 1,5 % от прибыли Vortex и отложенный гонорар в размере 500 долларов (примерно 2 600 с учётом инфляции).
28 августа 1974 года Луис Перайно из Bryanston согласился распространить фильм по всему миру; от чего Бозман и Скаарен получили бы 225 000 долларов (около 1 200 000) и 35 % от общих сборов. Спустя годы Бозман заявил: «Мы заключили сделку с дьяволом, (вздыхая), и я думаю, что в каком-то смысле мы получили то, что заслужили». Они подписали контракт с Bryanston, и после того, как инвесторы получили свои деньги обратно (с процентами), а Скаарен, адвокаты и бухгалтеры получили зарплату, осталось всего 8 100 долларов (около 42 500), которые были разделены между 20 актёрами и членами съёмочной группы. В конце концов продюсеры подали в суд на Bryanston за то, что тот не выплатил им полный процент от кассовых сборов. Судебное решение предписывало Bryanston выплатить создателям фильма 500 000 долларов (около 2 600 000), но к тому времени компания объявила о банкротстве. В 1983 году New Line Cinema приобрела права на дистрибуцию у Bryanston и предоставила продюсерам большую процентную долю прибыли.

## Релиз
Премьера фильма «Техасская резня бензопилой» состоялась 1 октября 1974 года в Остине, штат Техас, почти через год после завершения съёмок. Когда три дня спустя фильм был показан на всей территории США, в качестве рекламной стратегии было объявлено, что он основан на «реальных событиях», что помогло привлечь большую аудиторию, состоящую в основном из подростков. Актёр Эдвин Нил неоднократно смотрел этот фильм в кинотеатре в Остине, и пугал ничего не подозревающих зрителей, в тот момент, когда на экране появлялась сцена с ним. Впоследствии владельцы кинотеатра попросили его отказаться от этой практики. «Один из самых ужасающих фильмов, из когда-либо созданных. Мне жаль, что кто-то посчитал необходимым сделать его, но раз уж они его сняли, то Хупер проделал отличную работу. Само насилие не является экстремальным, но напряжение, атмосфера и эмоции чрезвычайно сильны», — написал Билл Уоррен для журнала Cinefantastique.
Первый показ фильма за пределами Северной Америки состоялся в Греции 15 октября 1974 года; позднее, 29 ноября, фильм был показан в Торонто. Следующий релиз фильма состоялся в Японии 1 февраля 1975 года, после чего он был представлен на Каннском кинофестивале, который прошёл 17 мая, после которого критик Рекс Рид отметил: что «Техасская резня бензопилой» «делает „Психо“ похожим на колыбельную, а „Изгоняющий дьявола“ — на комедию». Дания стала последней страной, выпустившей фильм в прокат в том году. Фильм получил приз критиков на фестивале фантастических фильмов в Авориазе в 1976 году. Следующий показ фильма состоялся только 18 ноября на Лондонском кинофестивале, где он получил приз в категории «Лучший фильм года». Три дня спустя фильм «Техасская резня бензопилой» был выпущен на всей территории Великобритании, завершив свой показ в том году в Ирландии 31 декабря. В 1977 году он был представлен только в Испании и Голландии, 30 марта и 10 ноября соответственно. В последующие годы фильм постепенно выходил на других территориях, таких как Западная Германия, в 1978 году; Франция, в 1979 году (непосредственно на видео); Перу, в 1982 году; во Франции в 1982 году состоялся официальный кинотеатральный релиз; Австралия, в 1984 году; Финляндия, в 1996 году; Исландия, в 2000 году; и, наконец, Турция, 3 апреля 2015 года. В Бразилии премьера состоялась 28 августа 1987 года, в Португалии — 4 марта 1999 года на Международном кинофестивале в Порту была показана полная режиссёрская версия.
В СССР фильм официально не издавался, но в эпоху видеопроката кассеты с фильмом продавались. Фильм распространялся под названиями «Механическая пила из Техаса» и «Разрежь меня на части!». Киновед Сергей Добротворский в книге «Бездна» (1992) упоминает данный фильм под названием «Расчленение по-техасски при помощи механической пилы». Официально ни в СССР, ни в России фильм ни на каких носителях не выходил.

### Возрастной рейтинг
Хупер надеялся, что Американская ассоциация кинокомпаний (MPAA) присвоит полной версии фильма рейтинг «PG» (детям рекомендуется смотреть фильм с родителями). Вместо этого фильму был присвоен рейтинг «X» (на сеанс не допускаются лица, не достигшие 17-летнего возраста). После того как несколько минут были вырезаны, фильм был повторно представлен MPAA и получил рейтинг «R». Дистрибьютор, очевидно, восстановил вырезанный материал, и по крайней мере один кинотеатр показал полную версию под рейтингом «R». В Сан-Франциско зрители выходили из кинотеатров с отвращением, а в феврале 1976 года двум кинотеатрам в Оттаве местная полиция рекомендовала снять фильм с показа, чтобы не столкнуться с обвинениями в нарушении морали.
После первоначального британского релиза, включая годовой кинотеатральный показ в Лондоне, «Техасская резня бензопилой» была сначала запрещена по совету секретаря Британского совета по классификации фильмов (BBFC) Стивена Мёрфи, а затем его преемника Джеймса Фермана. Пока действовал британский запрет, само слово «бензопила» было запрещено в названиях фильмов, что вынудило подражателей переименовывать свои фильмы. В 1998 году, несмотря на запрет BBFC, Лондонский городской совет выдал фильму лицензию. В следующем году BBFC разрешила выпуск фильма «Техасская резня бензопилой» с сертификатом «18» (это означает, что фильм не должен быть просмотрен или приобретён лицами моложе 18 лет), и через год он был показан на канале Channel 4.
Когда 83-минутная версия фильма была представлена дистрибьютором Seven Keys в Австралийскую аттестационную комиссию в июне 1975 года, совет отказал фильму в классификации, и аналогично отказал в классификации 77-минутной версии в декабре того же года. В 1981 году 83-минутная версия, представленная компанией Greater Union Film Distributors, снова получила отказ в регистрации. Позже фильм был представлен австралийской компанией Filmways Australasian Distributors и получил рейтинг «R» в 1984 году. Фильм на некоторое время был запрещён во многих других странах, включая Бразилию, Чили, Финляндию, Францию, Ирландию, Норвегию, Сингапур, Швецию и Западную Германию. В Исландии он был выпущен только в ноябре 2000 года, а в Турции — только в апреле 2015 года.

## Приём

### Сборы
Фильм собрал более тридцати миллионов долларов в Северной Америке (14 миллионов в день премьеры), став двенадцатым по счёту среди самых кассовых фильмов, выпущенных в 1974 году. Среди независимых фильмов его превзошёл спустя несколько лет фильм Джона Карпентера «Хэллоуин» (1978), который собрал 47 миллионов долларов в своём дебюте. Маркетинговая кампания фильма, позиционировавшая его как «правдивую историю», помогла привлечь к нему широкую аудиторию.

### Критика

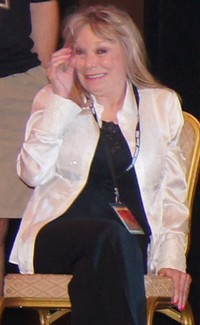
Мэрилин Бёрнс, исполнившая роль Салли (2012 год). Её актёрская игра в фильме была высоко оценена критиками

Первоначально отзывы критиков о фильме были неоднозначными. Линда Гросс из Los Angeles Times назвала фильм «отвратительным» и отметила, что Хенкел и Хупер больше озабочены созданием реалистичной атмосферы, чем «плохим сценарием». Критик Роджер Эберт в своей рецензии для газеты Chicago Sun-Times написал, что «„Техасская резня бензопилой“ настолько жестока и ужасна, насколько обещает название… никакой видимой цели, кроме как вызвать отвращение и страх… и всё же она хорошо снята, в ней хорошая и эффектная актёрская игра». Патрик Таггарт из газеты Austin American-Statesman назвал этот фильм самым важным фильмом ужасов со времён «Ночи живых мертвецов» (1968) Джорджа А. Ромеро. Журнал Variety отметил, что, несмотря на большое количество запёкшейся крови, над фильмом проделана хорошая работа. В журнале Cinefantastique Джон Маккарти заявил, что из-за дома этой семейки мотель Бейтсов «выглядит слишком милым». В свою очередь, писатель Стивен Кох в статье «Мода на порнографию», опубликованной в журнале Harper в 1976 году, назвал фильм «безжалостным садистским насилием, настолько экстремальным и отвратительным, насколько может породить полное отсутствие воображения».
С годами отзывы критиков улучшились, в основном в отношении эстетических качеств и их влияния. Брюс Вестбрук из газеты Houston Chronicle назвал фильм «шедевром страха и ненависти», отметив, что он получился «жутким без кровавой бани (больше крови вы увидите в фильмах Стивена Сигала)». TV Guide назвал его «умным, захватывающим и очень тревожным фильмом, которому почти не нужна кровь для изображения насилия», а Антон Бител посчитал, что факт запрета фильма в Великобритании является данью уважения к нему как к искусству. Он подчеркнул и похвалил, то как чувство дурного предчувствия в начале фильма нарастает, пока зритель не испытывает «разрушительную атаку на свои чувства». Майк Эмери из The Austin Chronicle похвалил «тонкие штрихи» фильма — например, радиопередачи, звучащие на заднем плане, в которых описываются ужасные убийства по всему Техасу, — и сказал, что ужасность фильма заключается в том, что он никогда не отходит слишком далеко от возможной реальности. Дэйв Кер из Chicago Reader писал: «Картина больше цепляет своей напряжённостью, чем мастерством, но у Хупера есть талант». Кристофер Налл с сайта Filmcritic.com добавил: «В нашем коллективном сознании Кожаное лицо и его бензопила стали такими же культовыми, как Фредди и его бритвы или Джейсон и его хоккейная маска».
В многочисленных публикациях фильм был назван одним из самых страшных фильмов всех времён. Кинокритик Рекс Рид заявил, что это самый страшный фильм, который он когда-либо видел. Empire назвал его «самым жутким фильмом ужасов из когда-либо снятых» и охарактеризовал его как «полное стремление напугать вас, никак не меньше». Вспоминая о первом просмотре фильма, режиссёр Уэс Крейвен поразился: «что за безумный фанат Мэнсона» мог создать такое, и даже высказал мнение, что «это выглядело так, будто кто-то украл камеру и начал убивать людей». Писатель Стивен Кинг говорил, что это произведение «катаклизмического ужаса», он заявил: «Я бы с радостью засвидетельствовал его социальные достоинства в любом суде страны». Журналист Колин Джейкобсон высоко оценил игру Мэрилин Бёрнс и отметил, что её героиня требовала от актрисы гораздо большего, чем роли, сыгранные другими актёрами: «Бёрнс удалось искренне выразить чувство ужаса, испытанное Салли». Бразильский критик Марсело Алвес в рецензии для сайта Sessão do Medo согласился с этим и добавил: «Игра Мэрилин Бёрнс достойна премии „Оскар“, она отдаётся своему персонажу так, как не отдавалась ни одна другая актриса. В каждой сцене она выражает отчаяние и передаёт всю агонию персонажа зрителю…», в заключении он говорит, что это «фильм, который можно считать радикальным, шокирующим, висцеральным, грязным, напряжённым, смелым и, в общем, величайшим фильмом ужасов в истории кино».

### Признание
«Техасская резня бензопилой» была широко признана одним из лучших фильмов своего жанра и фигурирует в нескольких списках и рейтингах. В июне 2001 года, в рамках программы Американского института кино были составлены списки лучших фильмов за 100 лет в различных категориях, данный фильм был выбран в качестве одного из кандидатов на участие в программе «100 лет… 100 триллеров». В 2003 году персонаж Кожаное лицо был номинирован в категории «100 лет… 100 героев и злодеев», а в 2007 году фильм вошёл в список 400 лучших американских фильмов за всю историю кинематографа. В 2004 году сцена, в которой Кожаное лицо нападает на Кирка с молотком, заняла пятое место в списке «100 самых страшных моментов в кино» по версии журнала Bravo; позже эта сцена, а также та, где Пэм подвешивают на крюк, были включены в аналогичную публикацию GamesRadar. В 2005 году британский журнал Total Film провёл опрос, по результатам которого фильм был признан лучшим фильмом ужасов в истории. Два года спустя журнал Time включил его в «Топ 25 фильмов ужасов», также фильм вошёл в список «63 самых страшных фильма всех времён» составленный журналом Esquire и «100 самых страшных фильмов всех времён» от сайта Consequence of Sound. Empire провёл консультацию с кинокритиками и читателями по всему миру, чтобы выбрать пятьсот лучших фильмов, когда-либо снятых, в котором «Техасская резня бензопилой» заняла 199-е место; журнал также включил его в список «50 величайших независимых фильмов». В 2010 году Total Film провёл аналогичный опрос, в этот раз в состав жюри входили такие мэтры кинематографа в жанре ужасов как Джон Карпентер, Уэс Крейвен и Джордж А. Ромеро, «Техасская резня бензопилой» сохранила за собой лидирующую позицию. Entertainment Weekly поместил его на шестое место среди лучших культовых фильмов, и включил его в двадцатку самых страшных фильмов в истории; он также занял 8 место в списке ста самых страшных фильмов Чикагской ассоциации кинокритиков. Газета The Guardian поставила его на 14 место в списке 25 лучших фильмов ужасов. Журнал Complex поместил его на первые позиции в нескольких своих публикациях, например, в списке «Пятьдесят самых страшных фильмов всех времён» и в «Самых страшных вещах, которые мы когда-либо видели», на 19 место в списке «25 самых жёстких героинь фильмов ужасов» (Салли Хардести), а также фильм попал в список «Пятидесяти независимых фильмов, которые нужно посмотреть перед смертью». IGN поставил его на 9 место среди «25 лучших фильмов ужасов». В опросе читателей того же портала Кожаное Лицо занял 5 место в списке «25 величайших злодеев ужасов всех времён» (и 72 место в любом жанре) и 6 место в аналогичном опросе журнала Rolling Stone. Он занял 4 место в списке «Десять лучших злодеев слэшеров» на сайте Fandango и вошёл в число «Тридцати самых жестоких злодеев фильмов ужасов» по подсчётам Games Radar, который также поместил фильм в рейтинг «25 лучших произведений жанра, основанных на правдивых фактах» и на третье место среди «Тридцати величайших слэшеров». Режиссёр Гильермо Дель Торо включил его в свой список «пяти лучших фильмов ужасов». Он был включён в книгу «1001 фильм, который вы должны увидеть, прежде чем умрёте» (англ. 1001 Movies You Must See Before You Die) под редакцией Стивена Шнайдера. «Техасская резня бензопилой» заняла первое место в составленном в 2024 году изданием Variety списке «100 лучших хорроров всех времён».
Автор книги «Кровавые деньги: История первого цикла подростковых слэшеров» (англ. Blood Money: A History of the First Teen Slasher Film Cycle) Ричард Ноуэлл, наоборот, считает значимость фильма переоценённой. В книге он разбирает влияние хичкоковского «Психо» и «Техасской резни бензопилой» на американскую культуру и приходит к выводу, что оба фильма имели значительный успех на релизе, но со временем начали забываться, пока в 1980 году не умер Альфред Хичкок и по всей стране не начали показывать ретроспективы его фильмов, а журналисты стали писать на них восторженные рецензии и называть «одним из величайших американских режиссёров». Тогда же в 1981 году фильм Тоуба Хупера вышел в повторный прокат, а «внимание СМИ было сосредоточено на судебных баталиях с участием финансистов, создателей и дистрибьюторов фильма», многие журналисты начали переоценивать фильм. Фильмы «Психо» и «Техасская резня бензопилой» обсуждались как радикально отличающиеся от предыдущих фильмов ужасов. Оба фильма были привлекательны ещё и потому, что позиционировали ужасы как основной тип фильма об эволюции американского кинематографа, в котором 1960-е годы рассматривались как переходный период, связывающий классическую эпоху Голливуда с нарушением табу и стилистическим новаторством, характерным для «голливудского ренессанса» конца 1960-х и начала 1970-х годов, который уступил место «новому» Голливуду, отмеченному тематически консервативным продуктом для массового зрителя.

### Выход на носителях
С момента релиза фильм много раз выпускался на различных домашних носителях. На родине он был выпущен на видеокассетах и на аналоговом видеодиске (CED) в начале 1980-х годов дистрибьюторами Wizard Video и Vestron Video. Британский совет по классификации фильмов отказался выпускать полную версию фильма в кинотеатрах, и снова отказался в 1984 году, на этот раз для домашнего видео. Данное противодействие возникло в основном из-за волны моральной паники, которая обрушилась на фильмы с насильственным и/или оскорбительным содержанием, так называемые «видеонаркотики». Только в 1999 году — почти через 25 лет после премьеры фильма в остальном мире, после ухода на пенсию директора BBFC Джеймса Фермана организация разрешила его прокат в кинотеатрах и выпуск на домашнем видео.
DVD-версия была выпущена в октябре 1998 года в США, и из-за разногласий только в мае 2000 года в Великобритании. Спустя годы, в первом регионе было выпущено двухдисковое DVD издание под названием The Texas Chainsaw Massacre: Ultimate Edition, которое включало интервью, улучшенные звук и изображение, а также дополнительные материалы, такие как вырезанные сцены. В 2005 году фильм был отреставрирован в формате 2K и полностью восстановлен с оригинальной 16-мм плёнки, впоследствии был выпущен на DVD и Blu-ray. 3 декабря было выпущено трёхдисковое DVD издание для второго региона под названием Texas Chain Saw Massacre: Seriously Ultimate Edition. В мае 2014 года компания Dark Sky Films провела ещё более масштабную реставрацию фильма, на этот раз в формате 4K, используя оригинальную 16-мм плёнку, что позволило команде реставраторов обработать фильм кадр за кадром, добавить цвет, где это необходимо, и удалить царапины, пятна и другие визуальные помехи. Реставрация фильма под руководством Тодда Винеке из Dark Sky Films проходила в NOLO Digital Film в Чикаго с использованием сканера ARRISCAN Film Scanner. Инженер NOLO Борис Сигрейвс рассказывал:
Были сотни, если не тысячи, случаев, когда в середине кадра можно было обнаружить след от склейки. На некоторых кадрах было около двухсот грязных участков. Мы также потратили много времени на стабилизацию изображения. При цифровом сканировании соответствующего 16-миллиметрового носителя с нарезкой на каждом кадре трудно достичь высоких стандартов, к которым мы все стремимся в эпоху цифрового кино. То, что в 70-е годы могло считаться приемлемым, сейчас выглядит неправдоподобно. Поэтому мы упорно работали над тем, чтобы сгладить дрожание, которое почти неизбежно возникает при сканировании такого типа плёночных элементов. На плёнке были разрывы, которые нам пришлось восстанавливать в цифровом формате из соседних кадров. Мы имели дело с десятками тысяч вещей...
Оригинальный текст (англ.)There were hundreds, if not thousands, of instances where you’d find a splice mark cooked into the middle of a frame. Some frames would have close to two hundred dirt events on them. We also spent a lot of time stabilizing the image. When doing a digital scan of a conformed 16mm print with a splice at every cut, it can be tough to achieve the high standards we all aspire to in the era of digital cinema. What might have passed as acceptable in the 70’s looks jarring now. So we worked hard to smooth out the tremors that almost inevitably occur when scanning this type of film element. There were tears in the film that we had to digitally rebuild from adjacent frames. There were tens of thousands of things we were dealing with...

Это издание было показано датским режиссёром Николасом Виндингом Рефном на «Двухнедельнике режиссёров» Каннского кинофестиваля 2014 года в честь сорокалетия фильма; впоследствии оно было выпущено на DVD и Blu-ray. Это юбилейное издание было номинировано на премию «Сатурн» в 2015 году, в категории «Лучшее DVD/BD-издание». Музей современного искусства в Нью-Йорке добавил копию фильма в свою постоянную коллекцию.

## Темы и анализ

### Современная жизнь Америки
Основополагающие темы фильма стали предметом широкого обсуждения. В своём анализе фильма критик Кристофер Шарретт отметил, что после выхода фильмов «Психо» (1960) и «Птицы» (1963), снятых Альфредом Хичкоком, американские фильмы ужасов стали задавать вопросы, касающиеся «фундаментальной обоснованности американского цивилизационного процесса», усиленного в 1970-х годах «делегитимацией авторитета во время войны во Вьетнаме и Уотергейтского дела». «Если „Психо“ начал исследование нового ощущения абсурда в современной жизни, краха, причинности и тошнотворной американской готики, то „Техасская резня бензопилой“ доводит это исследование до логического завершения, затрагивая многие вопросы фильма Хичкока в той мере, в какой они отвергают утешительный финал», — добавил он. Кинокритик Робин Вуд определяет Кожаное лицо и его семью как жертв промышленного капитализма, поскольку их работа в качестве работников скотобойни стала неактуальной в результате технического прогресса. С другой стороны, Наоми Мерритт проанализировала представление «каннибалистического капитализма» в связи с теорией табу и трансгрессии Жоржа Батая. Она также встала на защиту наблюдений Вуда, добавив, что ценности семьи Сойер «отражают или соответствуют установленным и взаимозависимым американским институтам… но их отношения с (низшим) социальным классом коррумпированы и трансгрессивны».
По мнению журналистки Ким Ньюман, представление семьи Сойеров в сцене ужина пародирует типичную американскую семью из ситкома: владелец бензоколонки — кормилец, Кожаное Лицо — буржуазная домохозяйка, а автостопщик выступает в роли бунтующего подростка. Изабель Кристина Пинедо, автор книги «Рекреационный террор: женщины и удовольствия от просмотра фильмов ужасов» (англ. Recreational Terror: Women and the Pleasures of Horror Films Viewinge), написала следующее: «Жанр ужасов должен сдерживаться комедией и напряжением, чтобы успешно пройти по тонкой грани между ужасом и пародией. Тонкий баланс достигнут в этом фильме, в котором разлагающийся труп дедушки не только включает в себя ужасные и комические элементы, но и использует одно для усиления другого».
Кинокритик Александр Павлов говорит, что фильм повествует о кризисе нуклеарной семьи. Убийцами в фильме являются «настоящие рабочие, обыкновенные люди труда. Социально-экономическая система бездушного капитализма, уничтожившего американскую глубинку, лишила их не только средств… но и смысла жизни». У этих персонажей не было другого смысла в жизни, кроме работы. Поэтому все их зверства не являются какой-либо местью, это лишь попытка снова ощутить вкус жизни.

### Насилие над женщинами и «последняя девушка»
Критики и учёные рассматривают «Техасскую резню бензопилой» как хрестоматийный эксплуатационный фильм, в котором женщины-протагонисты подвергаются жестокому и садистскому насилию. Стивен Принс отмечает, что ужас «проистекает из мучений молодой девушки, подвергающейся заключению и издевательствам среди разлагающегося мяса… и мебели, сделанной из человеческих костей и зубов». Этот фильм стал одним из пионеров в создании образа и характера «последней девушки» — героини и неизбежно единственной выжившей, которая каким-то образом спасается от ужаса, постигшего других персонажей. Салли Хардести ранена и подвергается пыткам, но ей удаётся выжить с помощью одного человека — водителя грузовика. Американский профессор-киновед Кэрол Дж. Кловер, разработчик этого термина в своей книге «Мужчины, женщины и бензопилы: гендер в современном фильме ужасов» (англ. Men, Women, and Chainsaws: Gender in the Modern Horror Film), описала её как героя — а не просто героиню, как обычно, её спасает тот, кто должен помочь ей выдержать окружающие её невзгоды. «В классическом фильме ужасов последняя девушка изображается наименее сексуальной по своей природе, и именно наиболее сексуальные подруги погибают первыми. Сцена чрезмерных пыток за семейным ужином помогает Салли стать сильнее, поскольку её избивают антагонисты, она кричит и взывает о помощи, пытаясь образумить семью. Во многом её крики олицетворяют её женственность, и именно по этой причине этот момент больше всего связан с женственностью главной героини». Кловер утверждает, что, несмотря на то, что аудитория преимущественно мужская, зрители способны взаимодействовать и идентифицировать себя с ней благодаря тому, что в модели психоаналитической теории Зигмунда Фрейда «роль угрозы и роль жертвы сосуществуют в одном и том же бессознательном, независимо от анатомического пола». Таким образом, именно по этой причине зрители, будь то мужчины или женщины, способны сочувствовать Салли и идентифицировать её бедственное положение, а затем её обретение силы.
Критики утверждают, что даже в эксплуатационных фильмах, где доля мужских и женских смертей более или менее равна, в памяти остаются образы насилия, совершённого над женскими персонажами. Конкретный пример фильма «Техасская резня бензопилой» подтверждает этот аргумент: трое мужчин были убиты быстро, но одна женщина убита зверски — подвешена на крюке для мяса, а выжившая девушка долгое время подвергается физическим и психическим пыткам. В 1977 году критик Мэри Мэки описала сцену с мясным крюком как, вероятно, самую жестокую сцену женской смерти, показанную на экране в коммерческом кинопрокате. Она поставила его в один ряд с фильмами о насилии, в которых женщины изображаются слабыми и неспособными защитить себя.
В одном исследовании группе мужчин показали пять фильмов, показывающих различные уровни насилия в отношении женщин. Во время первого просмотра фильма «Техасская резня бензопилой» они испытывали симптомы депрессии и тревоги, однако после последующего просмотра насилие в отношении женщин показалось им менее оскорбительным и более интересным. В другом исследовании, изучавшем гендерные особенности восприятия слэшеров, приняли участие по тридцать студентов мужчин и женщин. Один из участников-мужчин назвал крики, особенно Салли, «самым безумным моментом» в фильме.
По мнению Джесси Стоммела из Bright Lights Film Journal, отсутствие явного насилия в фильме заставляет зрителей задаться вопросом о собственном увлечении насилием, которое играет центральную роль в их воображении. Однако, ссылаясь на быстрые движения камеры, повторяющиеся вспышки света и впечатляющие звуковые эффекты, Стоммел утверждает, что работа привлекает зрителей в первую очередь на сенсорном, а не на интеллектуальном уровне.

### Вегетарианство
«Техасскую резню бензопилой» также назвали «полностью про-вегетарианским фильмом» из-за его темы о защите прав животных. В эссе кинокритик Роб Агер описывает иронию в том, что людей убивают ради мяса, ставя человека в положение, когда его убивают как сельскохозяйственных животных. Режиссёр Тоб Хупер перестал есть мясо во время съёмок фильма и сказал: «В некотором смысле, я думал, что сердце фильма — это как раз вопрос мяса, он (фильм) о цепи жизни и смерти разумных существ».

## Адаптации для других медиа
Через несколько месяцев после выхода VHS-версии фильма «Техасская резня бензопилой» компания Wizard Video создала одноимённую видеоигру по мотивам фильма для консоли Atari 2600. В игре игрок берёт на себя роль главного злодея, Кожаного лица, он стремится убить туристов, которые вторглись на его землю. Это нужно сделать, избегая различных препятствий, таких как заборы и черепа быков, и инвалидные коляски. Будучи одной из первых видеоигр, основанных на фильме ужасов, «Техасская резня бензопилой» вызвала споры из-за своего жестокого содержания. Некоторые розничные торговцы отказались продавать её, так как в то время считалось, что видеоигры предназначены только для детей.
В 1991 году компания Northstar Comics создала несколько комиксов по мотивам франшизы «Техасская резня бензопилой», которые были озаглавлены «Кожаное лицо» (англ. Leatherface). В 1995—1996 годах издательством «Topps Comics» выпускалась серия комиксов «Джейсон против Кожаного лица». Позднее франшиза была адаптирована издательством Avatar Press, которое начало выпуск комиксов в 2005 году. В 2006 году Avatar Press потеряла лицензию, и изданием новых выпусков занялась студия WildStorm — подразделение DC Comics. В этих сериях появлялись новые персонажи, Кожаное лицо — один из немногих, кто появлялся в фильме; только серия «Кожаное лицо», изданное в 1991 году, было основано на одном из фильмов «Техасская резня бензопилой 3: Кожаное лицо» (1990). Первый выпуск был продан тиражом 30 000 экземпляров.
В 2016 году убийца Кожаное лицо стал играбельным персонажем в DLC к видеоигре Mortal Kombat X, он был в качестве одного из двух киноперсонажей в комплекте дополнений Mortal Kombat X Kombat Pack 2, другим персонажем был Ксеноморф из франшизы «Чужой». Игровые приёмы Кожаного лица, в особенности Fatality были названы «жестокими» и «леденящими душу». В 2017 году убийца в кожаной маске снова стал играбельным персонажем в DLC, на этот раз в Dead by Daylight, игре в жанре survival horror от Behavior Interactive.

## Другие фильмы франшизы

Кожаное лицо в ремейке 2003 года

История об убийце Кожаном лице и его семье дала начало франшизе, которая на сегодняшний день насчитывает в общей сложности восемь фильмов. Первый сиквел под названием «Техасская резня бензопилой 2», вышел в 1986 году и также был снят Тоубом Хупером, он был признан более жёстким, чем оригинал, и в итоге был запрещён в Австралии. Несмотря на успешные сборы в первые дни проката, фильм не смог принести существенной прибыли и не получил таких положительных отзывов, как оригинальный фильм, а Джим Сидоу был единственным актёром из оригинала, который согласился принять участие в продолжении. В 1990 году состоялась премьера второго сиквела «Техасская резня бензопилой 3: Кожаное лицо», на этот раз без возвращения Хупера в кресло режиссёра. Фильм оказался неудачным с точки зрения критики и сборов, собрав в американском прокате менее шести миллионов долларов.
Четвёртый фильм в данной вселенной, «Техасская резня бензопилой 4: Новое поколение» (1995), с Рене Зеллвегер и Мэттью Макконахи в главных ролях, представляет сюжет с некоторыми элементами, которые позволяют говорить о фильме как о своеобразном ремейке картины 1974 года, а не обязательно как о сиквеле. Официальный ремейк, вышел на экраны в 2003 году под названием «Техасская резня бензопилой», в нём снялись Джессика Бил, Джонатан Такер, Эрика Лирсен, Майк Фогель и Эрик Бальфур. В отличие от оригинала, ремейк получил низкие рейтинги, несмотря на очень хорошие кассовые сборы: около 107 миллионов долларов — самый высокий показатель франшизы без поправки на инфляцию. За этим фильмом последовал приквел «Техасская резня бензопилой: Начало» (2006), в котором снялись Джордана Брюстер, Диора Бэрд, Тейлор Хэндли, Мэтт Бомер и Ли Эрми. В 2013 году состоялась премьера фильма «Техасская резня бензопилой 3D», который является прямым продолжением оригинала и не имеет никакого отношения к двум предыдущим фильмам. В нём Александра Даддарио играет главную роль, в других ролях снялись Трей Сонгз, Таня Реймонд, Скотт Иствуд, Том Бэрри и Билл Моусли. Несмотря на низкую оценку критиков, Хупер одобрил постановку и сказал, что фильм «невероятный, такой же ужасающий, как и оригинал».
21 сентября 2017 года вышел приквел «Техасская резня бензопилой: Кожаное лицо», первоначально эксклюзивно для DirecTV. Впоследствии он получил более широкий релиз одновременно по видео по запросу и в ограниченных кинотеатрах в Северной Америке 20 октября 2017 года.

## Культурное влияние и наследие
«Техасская резня бензопилой» считается возрождением и инновацией жанра ужасов в 1970-х годах, и многие критики называют его идеальным фильмом ужасов, а также одним из самых влиятельных фильмов всех времён, революционно повлиявшим на принципы жанра. В своём анализе для сайта Plano Crítico Луис Сантьяго отметил, что эта работа не только знаменует эпоху, но и служит отправной точкой для нового этапа ужасов в кинематографе, «выходящего на уровень, превышающий тот, который был достигнут Альфредом Хичкоком в „Психо“ и „Птицах“ более чем десятилетием ранее». Ричард Зоглин в своей публикации для Time отметил, что эта работа «установила новый стандарт для фильмов ужасов»; впоследствии газета The Times назвала фильм одним из пятидесяти самых противоречивых в истории. Кинокритик Александр Павлов в своей книге «Расскажите вашим детям: Сто двадцать три опыта о культовом кинематографе» называет фильм «однозначно культовой классикой». А также пишет, что картина занимает «ключевое место» в исследованиях «кинематографического насилия».
По мнению киноведа Тони Магистрале, фильм открыл возможности для использования ужасов в качестве средства социального комментария. Описав его как «дешёвый, грязный и вышедший из-под контроля», Марк Олсен из Los Angeles Times заявил, что этот фильм «определяет и полностью заменяет само понятие жанра эксплуатации». В своей книге «Фильмы про деревенщин: Взлёт и падение кино про деревенщин» (англ. Hick Flicks: The Rise and Fall of Redneck Cinema) Скотт Фон Довиак назвал этот фильм «одним из немногих в жанре, где эффективно используется дневной свет, начиная с жуткой вступительной сцены, показывающей разлагающееся тело на кладбищенском надгробии». Подобным образом, в одном месте своей книги «Тёмная романтика: сексуальность в фильме ужасов» (англ. Dark Romance: Sexuality in the Horror Film) Дэвид Дж. Хоган утверждал, что это «самый эффектный кровавый фильм из всех, и, с более широкой точки зрения, один из самых эффектных фильмов ужасов, когда-либо снятых… движущая сила „Техасской резни бензопилой“ более ужасна, чем аберрантная сексуальность: тотальное безумие». По словам кинокритика Билла Николса, фильм «достигает совершенства подлинного искусства, глубоко тревожного и глубоко личного, но в то же время гораздо большего, чем всё это». Автор Леонард Вулф оценил его как «превосходное произведение искусства» и сравнил фильм с греческой трагедией, отметив малое количество насилия на экране.
В свою очередь, персонаж Кожаное лицо стал иконой в кино и приобрёл репутацию очень значимого персонажа в жанре ужасов, ответственного за использование простых инструментов в качестве орудий убийства и образа большого, молчаливого убийцы, лишённого какой-либо индивидуальности. Дон Самнер назвал этот фильм классикой, который ввёл нового злодея в пантеон ужасов, повлияв на целое поколение кинематографистов. Фильм также стал предтечей концепции, когда несколько обычных подростков оказываются в пустынной и дикой местности и сталкиваются с чудовищными и жестокими маньяками-психопатами.
По словам Ребекки Ашер-Уолш, автора журнала Entertainment Weekly, «Техасская резня бензопилой» стала основой для будущих фильмов ужасов, таких как «Хэллоуин» (1978), «Пятница 13-е» (1980), «Зловещие мертвецы» (1981), «Кошмар на улице Вязов» (1984) и «Ведьма из Блэр: Курсовая с того света» (1999). Режиссёр Ридли Скотт упомянул его как источник вдохновения для своего фильма «Чужой» (1979). Французский режиссёр Александр Ажа также считает, что фильм сыграл важную роль в его ранней карьере. Музыкант и режиссёр Роб Зомби говорил, что этот фильм оказал влияние на его творчество, особенно на фильмы «Дом 1000 трупов» (2003) и «Изгнанные дьяволом» (2005). Среди других режиссёров, говоривших о том, что «Техасская резня бензопилой» оказала на них влияние, были Хидэо Наката, Джек Томас Смит, Николас Виндинг Рефн и Уэс Крейвен. В 2003 году на экраны вышел фильм Эрика Стейси «Режиссёрская версия», который высмеивает «Техасскую резню бензопилой». В 2014 году BuzzFeed отметил, что, несмотря на то, что фильму уже сорок лет, он остаётся свежим, актуальным и по-прежнему одним из самых страшных в истории.
В рецензии на сайте Hellmouth критик признал, что «при съёмке наполненного ужасом выражения лица Салли, сосредоточившись на тревожном обрамлении её отчаянных глаз и зияющего рта, кричащего о помощи… Хупер был очень талантлив». Далее он отметил влияние этого приёма в нескольких последующих фильмах, «всегда получающих хорошие результаты». Журналист Variety также написал, что «это подлинное выражение отчаяния позволило актрисе Мэрилин Бёрнс считаться одной из первых „королев крика“ в кинематографе ужасов».
Влияние фильма прослеживается и в мире музыки, особенно в рок-музыке. Панк-рок-группа Ramones упоминает этот фильм в своей песне «Chain Saw», со своего первого альбома. Влияние фильма также прослеживается в текстах песен таких групп как Parálisis Permanente («Un día en Texas»), Airbag («Familia de subnormales todos locos») и Siniestro Total («La matanza de taxis», «La sierra es la familia»).

## Комментарии
1. ↑  Другом из «богатой семьи» был Ричард Саенс, предполагаемый контрабандист марихуаны и одно время скрывавшийся от правосудия, чьё точное местонахождение до сих пор неизвестно[42].
2. ↑  Для американского проката специально изменили название фильма с «Бала Вампиров», на «Бесстрашные убийцы вампиров»[69].

1. ↑  Фильм является прямым продолжением к оригинальному фильму, однако, как подметил сценарист Федерико Альварес, не вычёркивает из канона события первых трёх сиквелов[13][14].

## Документальные фильмы
- Gregory, David. Texas Chain Saw Massacre: The Shocking Truth (англ.) // Blue Underground, Exploited Film. — 2000.